# 중화항공 605편 추락 사고
중화항공 605편 추락 사고(영어: China Airlines Flight 605)은 1993년 11월 4일 대만 타이베이 타오위안 국제공항을 출발해 홍콩 카이탁 공항으로 향하던 중화항공 605편이 폭풍우 상황 속에서 카이탁 공항에 착륙하던 중 활주로를 오버런한 후 추락했으며 이 사고는 보잉 747-400의 첫 번째 대형 손실이었음에도 부상자 10명 정도에 그쳤을 뿐 사망자는 단 1명도 발생하지 않았다.

## 사고 경위

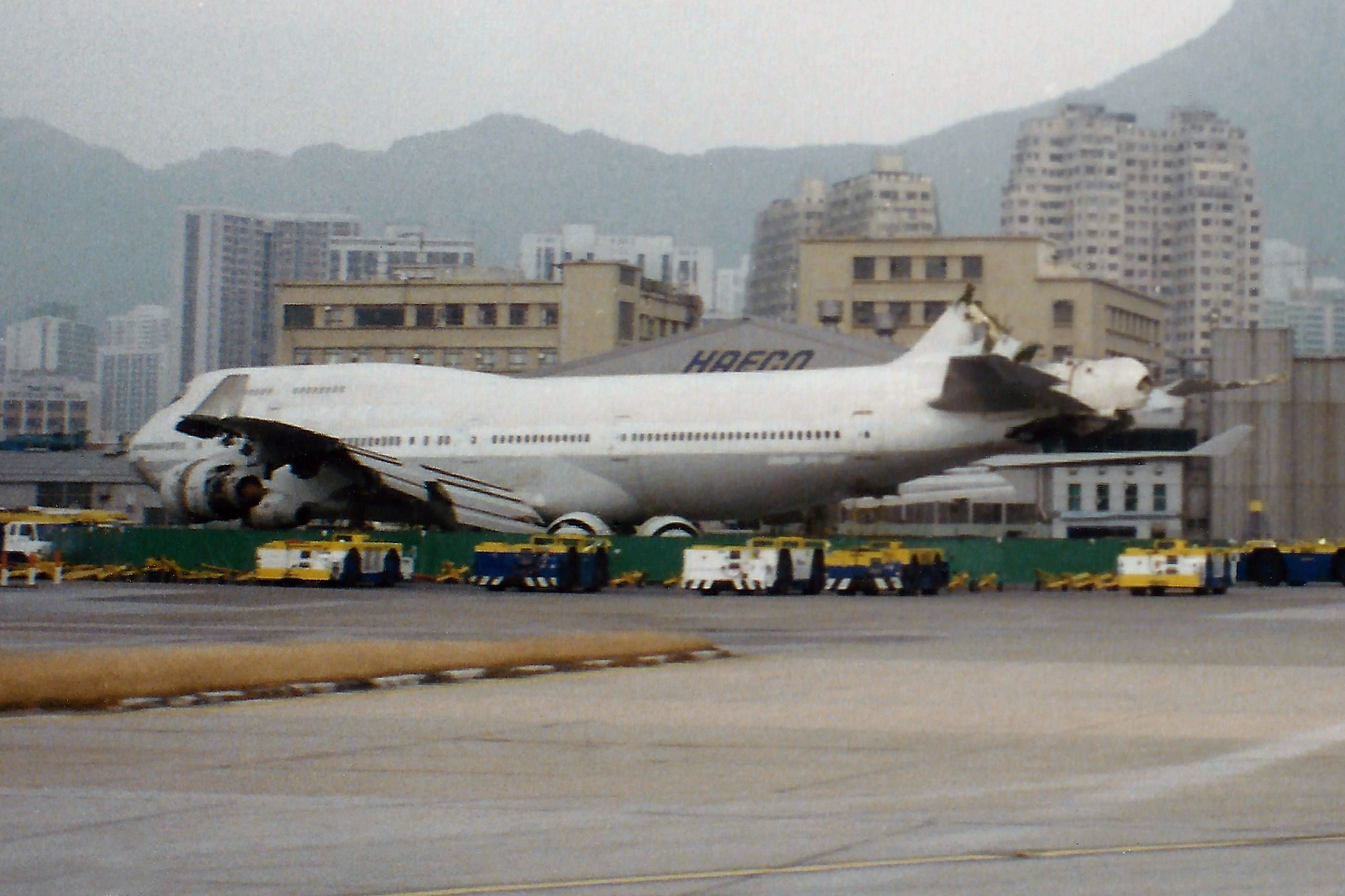
바다에서 건저낸 사고기

사고 당시 홍콩은 태풍 아이라의 영향을 받고 있었던데다가 당시 3번의 강풍 신호가 걸려 있었아며 이 항공기는 13번 활주로를 따라 11시 35분 무렵에 착륙했다.

## 기타
당시 기대 중 최신예로 서비스에 들어간 보잉 747-400 기체로 기체 등록번호는 B-165, 일련번호는 24313/977였으며 동년 6월 8일부터 본격적으로 운용이 시작되었으나 해당 사고 항공기는 사고 직후 관당부두에서 대진해역에 머물렀으며 꼬리 수직의 날개가 활주로를 이용해 승강하고 있는 해당 항공기에 지장을 줄 요인이 있기 때문에 해당 항공 당국과 사고 조사반 등은 먼저 폭파 및 이동을 차단시켰다. 
사고 여객기는 2주일이 지나서 물속에서 발진해 근우지만에 있는 계류장으로 옮겨 멈췄는데 기체가 오랫동안 바닷물에 잠겨 있었기 때문에 중화항공은 이 여객기를 복구하지 않기로 결정했다.
이후 사후항기 공사는 한화 약 1억 7000만원(80만여 홍콩달러)을 들여 잔해를 사들인 뒤 아직 사용 가능한 부분을 떼어내 같은 기종의 부품으로 사용함으로써 세계에서 최초로 퇴역한 보잉 747-400 항공기 1호가 성립되었다.

## 같이 보기
- 에어프랑스 358편 추락 사고
- 중국민항 301편 추락 사고
- 중화항공 642편 추락 사고